# Jongsong Peak
El Pic Jongsong o Jongsong Peak és una muntanya de la secció Janak de l'Himàlaia. Amb una altitud de 7.462 m (24.482 peus), és el 57è pic més alt de món, no obstant això, es veu eclipsat pel 3r pic més alt del món, el Kangchenjunga, situat tan sols a 20 km (12 milles) al sud. Tot i això, el cim té una prominència de 1.256 metres, i una isolació de 18,43 km.
El cim del Jongsong és un cim fronterer, en la tri-unió entre l'Índia, el Nepal, i la Xina, més concretament, entre el regne de Sikkim a la regió de l'Himàlaia (Índia), Mechī a la Regió de Desenvolupament Oriental (Nepal) i el Tibet (Xina).

## Ascensions
Des de la primera vegada que va ser ascendit l'any 1930 per membres d'una expedició alemanya dirigits per Gunther Dyhrenfurth, fins al primer ascens al Kamet el 21 de juny de 1931, el Jongsong va ser el pic més alt del món en haver estat escalat. El primer equip d'ascens al pic Jongsong va incloure a diversos membres que formaven part de l'Organització Internacional de Muntanyisme del Club de l'Himàlaia.
El 30 de setembre de 2012, un equip de la secció Kolkata del Club de l'Himàlaia (Pradeep Sahoo (líder) al costat de Ang Dorji Sherpa i Phurba Sherpa), van ascendir el cim est del pic Jongsong (nomenada Dom, per Dyhrenfurth) per una nova ruta per la via de l'aresta aquest del pic, des d'un coll entre el massís de la muntanya i un pic contigu anomenat Domi Kang.
Un dia abans, un altre equip de la mateixa expedició, va escalar el Domi Kang (Rajib Mondal i Dawa Sherpa) des del mateix coll, al llarg de la cara aquest (primer ascens a través d'una nova ruta / segon ascens en general).
Es van aproximar a les muntanyes des de la glacera de Jongsong, a Sikkim.